# 독천초등학교
독천초등학교는 대한민국 전라남도 영암군에 있는 공립 초등학교이다.

## 학교 연혁
- 1946년 10월 19일: 독천국민학교 개교
- 1950년 10월 5일: 공비 방화로 교사 및 부속 건물 전소
- 1951년 2월 18일: 수복 후 개교
- 1981년 1월 24일: 병설유치원 인가
- 1999년 9월 1일: 학산서분교장 통합

## 참고 자료
- 독천초등학교 - 한국교육학술정보원 학교알리미